# Michael Zeynsler
Michael Zeynsler (zwischen 1515 und 1559 dokumentiert) war ein deutscher Bildschnitzer.

## Leben und Wirken
Es wird vermutet, dass Zeynsler in Ulm ausgebildet wurde und später als Geselle in Memmingen am Chorgestühl der Martinskirche mitgearbeitet hat, da dort für die Jahre 1501/02 und 1505/06 mehrmals ein Geselle „Michael Zynsler“ erwähnt wird. Er wird 1515 erstmals in Biberach an der Riß als Antragsteller mit einer Arbeitserlaubnis in seinem Handwerk beurkundet. Diese wird ihm für zwei Jahre gewährt, wobei ihm die Auflage erteilt wurde, keinen Malergesellen in seiner Werkstatt zu beschäftigen. Diese Genehmigung wurde später solange verlängert, bis er 1523 das Stadtrecht erhielt. Danach stellte er beim Stadtrat einen Antrag auf Erweiterung seines Tätigkeitsfeldes, denn bisher durften er und seine Gesellen nur die reinen Schnitzarbeiten ausführen und mussten die Dekorationen durch Maler ausführen lassen. Die Letzte Erwähnung stammt aus dem Jahr 1559, sein Wirken bis zu diesem Zeitpunkt bleibt im Dunkeln.
Da keines seiner Werke urkundlich erwähnt oder signiert ist, sind die ihm heute zugewiesenen Werke äußerst umstritten. 1933 versuchte Hans Rott ihn mit dem bisher namenlosen Meister der Biberacher Sippe gleichzusetzen, was 1952/53 von Gertrud Otto untermauert wurde, die ihm einen umfangreichen Oeuvre-Katalog zuwies. Die moderne Forschung hingegen betrachtet diese Gleichstellung heute mit zunehmender Skepsis, da das für ihn zusammengestellte Gesamtwerk von äußerst schwankender Qualität ist und Arbeiten von ausgesucht hoher wie auch provinzieller Qualität enthält.